# Curtitoma finmarchia
Curtitoma finmarchia is een slakkensoort uit de familie van de Mangeliidae. De wetenschappelijke naam van de soort werd voor het eerst geldig gepubliceerd in 1886 door Friele als Bela decussata var. finmarchia.